# Ziri ibn Atiyya
Ziri ibn 'Atiyya ibn Abd Allah ibn Tabādalt ibn Muhammad ibn Khazar az-Zanātī al-Maghrāwī al-Khazarī (gestorven in 1001) was de eerste Maghrawaden-heerser van het koninkrijk van Fez en gebieden in Algerije en Tunesië.
Als beschermeling van Hisham II, heerser over het kalifaat Córdoba, bracht Attiya het in 978-979 tot koning van de Zenata-stammen, waarna hij onmiddellijk begon met het veroveren van grote delen van het huidige Marokko. In 987-988 was zijn macht groot genoeg om de Miknasa uit Fez te verjagen.
In 989 vroeg Al-Mansoer hem om het huidige Algerije te ontdoen van de Ziriden, die gelieerd waren aan de Fatimiden en hun macht tot in het westen van Algerije hadden uitgebreid. Ziri's legers trokken in 991 op naar het Oosten en wisten de Ziriden gemakkelijk terug te dringen.
Na dit succes stuurde Ziri giften naar de Andalusische heerser Al-Mansoer: tweehonderd renpaarden, vijftig renkamelen, duizend schilden, civetkatten, giraffen, gazelles en andere dieren en duizend ladingen aan dadels. Hierna nodigde Al-Mansoer Ziri uit voor een bezoek aan Córdoba. Ziri ging op die uitnodiging in en trok in gezelschap van zeshonderd slaven en verschillende dieren naar de Spaanse hoofdstad. Onder de dieren die hij meenam bevond zich een papegaai die zowel Berbers als Arabisch sprak. In Cordoba kreeg Ziri de titel van vizier. Eenmaal teruggekomen in Afrika verbood Ziri het echter eenieder om hem anders aan te spreken dan met de titel 'emir'.
Tijdens zijn afwezigheid in Spanje lukte het de machtige Banu Ifran, een Berbers volk, om Fez te veroveren. Na een bloedige strijd heroverde Ziri Fez in 993 en hij doodde de leider van de Banu Ifran, Yaddu. Hierna volgde een lange periode van vrede.
Ondertussen hoorde Al-Mansoer dat Ziri zich niet meer liet leiden en zijn eigen gang ging. Al-Mansoer trok waarschijnlijk in 996 zijn steun aan hem in en ontnam hem zijn titel van vizier. Ziri reageerde door Hisham II te erkennen als ware Kalief van Cordoba. Al-Mansoer reageerde door een leger naar Marokko te sturen.
Na een strijd van drie maanden waren de Andalusiërs genoodzaakt hun troepen terug te trekken naar Tanger, waar zij wachtten op versterkingen. Nabij Tanger troffen de legers van Ziri en Al-Mansoer elkaar. Tijdens het gevecht werd Ziri gestoken en ernstig verwond door een zwart-Afrikaanse soldaat. Met het horen van dit nieuws, voerde het leger zijn druk op en trok op naar Fez, Ziri's hoofdstad. De inwoners van de stad verwelkomden de troepen en openden in oktober 998 de poorten.
Ziri vluchtte naar Algerije, waar hij de Zenata-stammen samenbracht en de impopulaire Idrisiden uit Tiaret wist te verdrijven. Hij kon vervolgens zijn gebieden uitbreiden naar Tlemcen en andere delen van West-Algerije.
Ziri stierf in 1001 aan de gevolgen van de steekwonden. Hij werd opgevolgd door zijn zoon Al-Mu'izz, die vrede sloot met Al-Mansoer en daarmee zijn vaders gebieden terugkreeg.
Zijn naam betekent maanlicht in het Berbers.